# Nikola Wapzarow

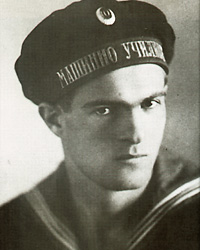
Wapzarow als Matrose an der Marineakademie Warna.

Nikola Jonkow Wapzarow (bulgarisch Никола Йонков Вапцаров, * 7. Dezember 1909 in Bansko; † 23. Juli 1942 in Sofia, Zarentum Bulgarien) war ein bulgarischer Dichter und Funktionär der zu dieser Zeit im Untergrund agierende Bulgarischen Kommunistischen Partei. Sein Vater, Jonko Wapzarow, war der bulgarischen Freiheitsbewegung in Makedonien, Politiker und führende Persönlichkeit der Bulgarischen Makedonisch-Adrianopelen Revolutionären Komitees.

## Leben

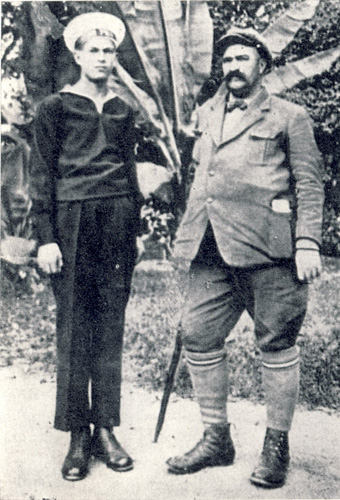
Wapzarow mit seinem Vater (rechts).

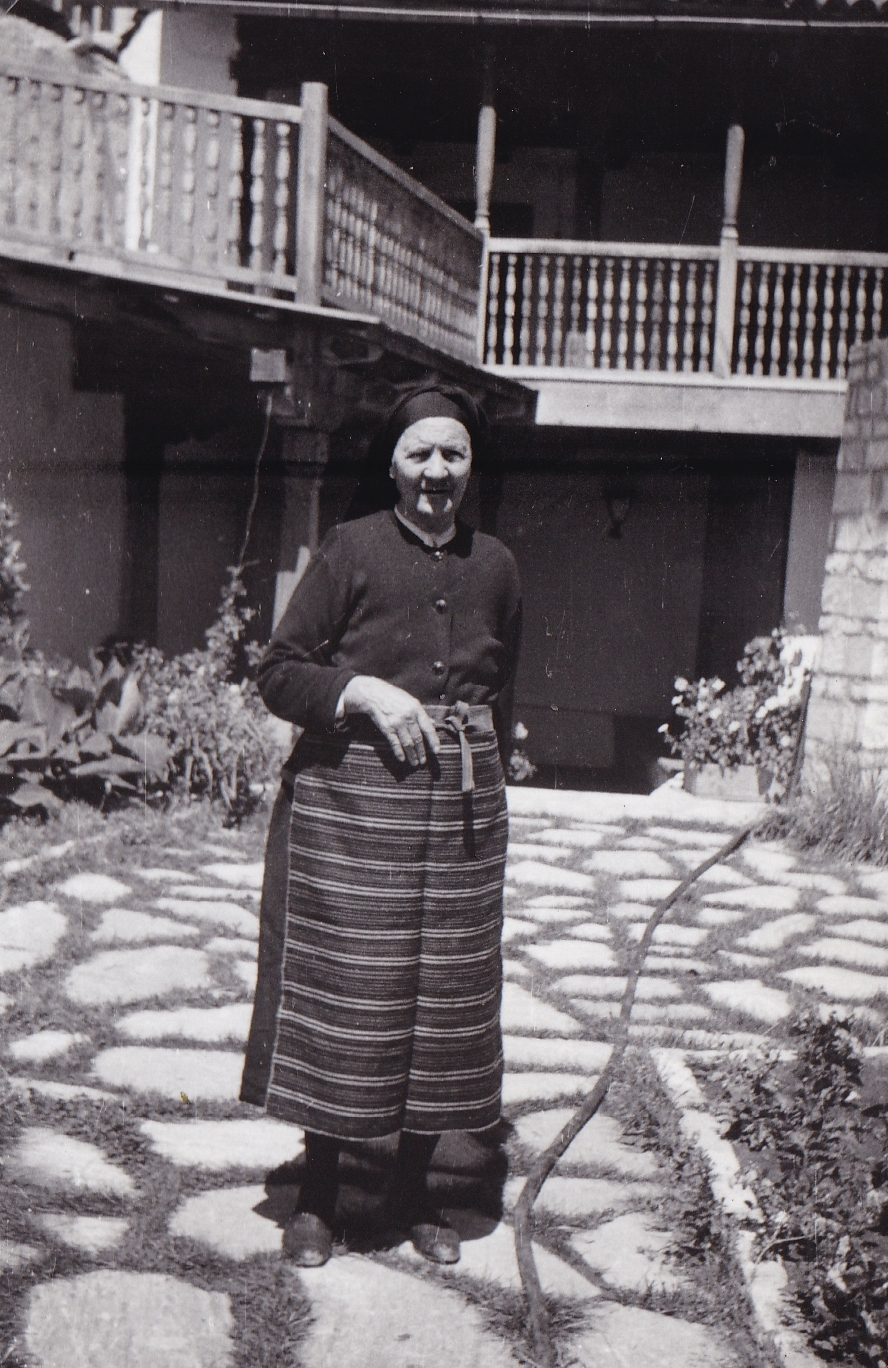
Elena, die Mutter von Wapzarow.

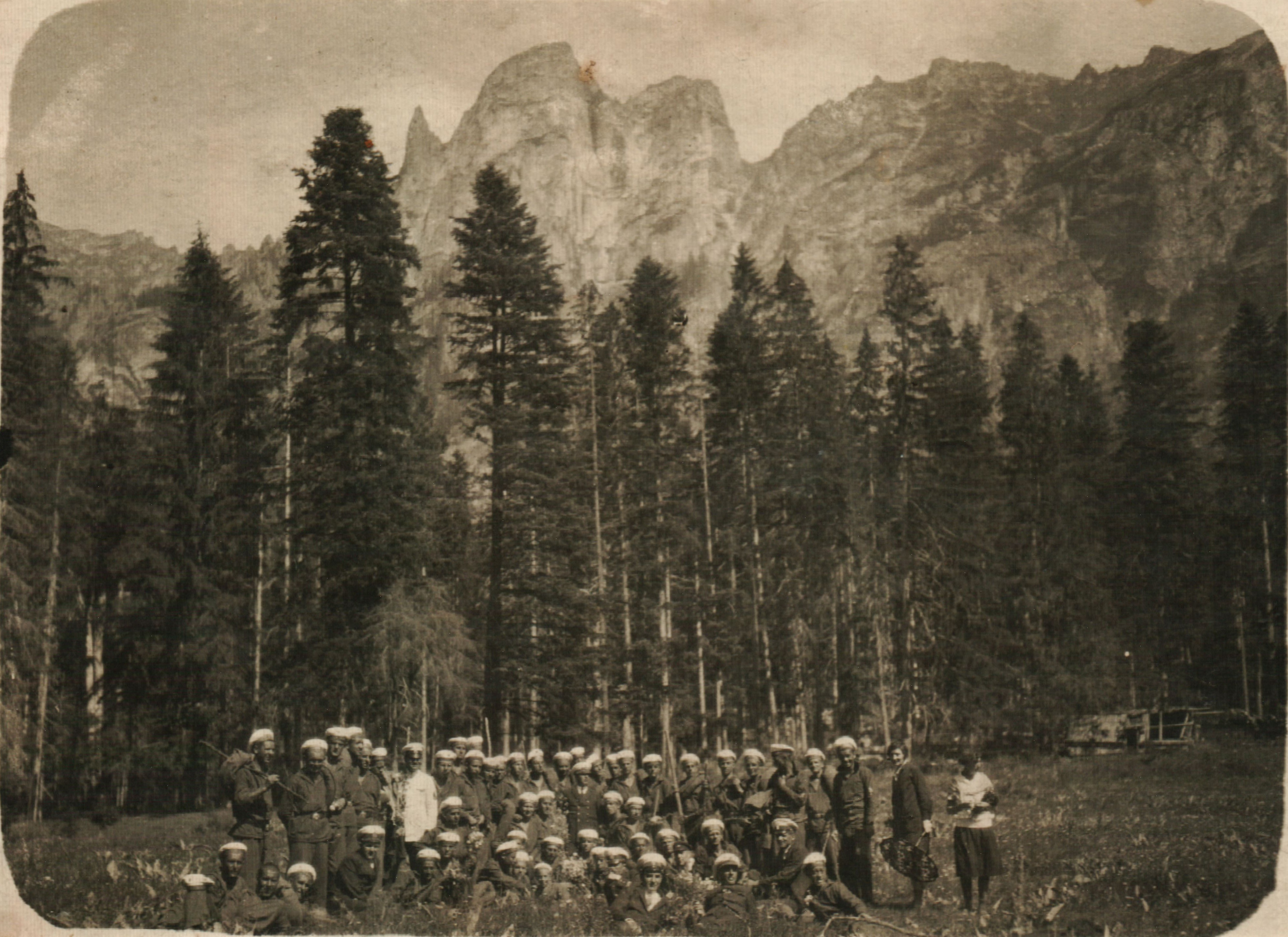
Wapzarow mit Freunden auf Ausflug zum Rila-Kloster. Es war Tradition, dass nach Abschluss der Ausbildung die beiden Marineschulen, die Spezialschulen und die Maschinenschule eine Tour durch Bulgarien machten. Seine Abschlussjahrgänge haben diese große Tour im Jahr 1929 gemacht. Das Foto wurde in der Umgebung des Rila-Klosters (Kirilova Poljana) aufgenommen. Wapzarow ist der dritte von links nach rechts, gerade stehend.

Wapzarow besuchte von 1924 bis 1926 das Gymnasium in Raslog, danach die Marineakademie in Warna, die seit 1949 seinen Namen trägt, wo er Schiffsmaschinenbau studierte. Er absolvierte sein Praktikum zuerst auf dem Schiff „Drazki“ und besuchte im April 1935 mit dem Schiff „Burgas“ die Hafenstädte Istanbul, Famagusta, Alexandria, Beirut, Port Said und Haifa.

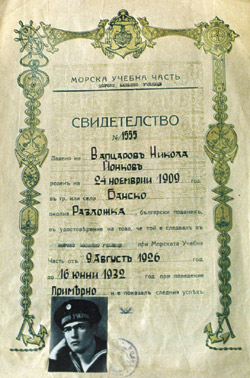
Abschlusszeugnis von Wapzarow von der Marineakademie Warna.

Wapzarow arbeitete später in der Fabrik „Bulgarische Waldindustrie“ in Kotscherinowo (bulgarisch Кочериново), zuerst als Heizer und dann als Mechaniker. Dort wurde er zum Vorsitzenden der Gewerkschaft gewählt und verteidigte mit Vehemenz die Rechte der Arbeitnehmer. In seiner Freizeit organisierte, schrieb und spielte er Rollen im Amateurtheater. Am 28. August 1932 lernte Wapzarow seine zukünftige Frau, Bojka Dimitrowa (bulgarisch Бойка Димитрова), kennen, die Hochzeit fand am 11. Februar 1934 in Kotscherinowo statt.
Nach einem Unfall in der Fabrik wurde er 1936 entlassen, die junge Familie blieb dadurch ohne Lebensunterhalt, und zog deshalb nach Sofia um. Am 4. Januar 1936 wurde das erste Kind, der Sohn Yonko, geboren, der allerdings nur nach sieben Monaten erkrankte, und an Unterernährung starb. Lange Zeit fand Wapzarow keine Arbeit in Sofia, seine Frau Bojka wurde dagegen bei einer Bank angestellt. Von 1936 bis 1938 arbeitete er zuerst als Techniker in der Fabrik der Gebrüder Bugartschewi (bulgarisch Бугарчеви), dann als Heizer bei der Bulgarischen Staatseisenbahn (bulgarisch Български държавни железници), und bis September 1940 in der Tierkörperbeseitigungsanstalt der Stadt Sofia. Anschließend fand er für einen Monat Arbeit an einer Teststation, bevor er kündigte, und in Arbeitslosigkeit geriet. Der zweite Sohn der Familie kam 1941 vorzeitig zur Welt und lebte nur wenige Stunden.
Wapzarow wurde 1938 Mitglied des mazedonischen Literaturzirkels in Sofia, änderte aber im Laufe der Zeit seine Ansichten so weit, dass die von ihm kuratierte wöchentliche Zeitung „Literaturkritik“ schließlich in der Ausgabe vom 20. April 1941 die Niederlage Jugoslawiens durch die deutsche Wehrmacht begrüßte, und dem bulgarischen Volke anlässlich der Vereinigung gratulierte, als im April 1941 der größte Teil Mazedoniens an das Königreich Bulgarien angeschlossen wurde. Im Rahmen der hierdurch bedingten landesweiten Euphorie löste sich der mazedonische Literaturkreis 1941 auf.
Wapzarow schrieb stets nur auf Bulgarisch, in seinem Bericht von 1938 fehlte das Thema über den Entwurf einer mazedonischen Literatursprache komplett, und er bezeichnet sich gemäß Polizeiprotokoll von 1940 selbst stets als Bulgare.
1940 sammelte Wapzarow im Pirin-Gebirge Unterschriften für die sog. Sobolew-Aktion. Er wurde vor Gericht gestellt und in Godetsch interniert. Nach seiner Freilassung 1942 organisierte er Widerstandsaktionen gegen die deutsche Wehrmacht. Dann wurde er von der bulgarischen Polizei verhaftet und gestand unter Folter. Ein Gnadengesuch an Boris III. wurde abgelehnt und Wapzarow zum Tode verurteilt. Er wurde noch am selben Tag durch Erschießen hingerichtet.
In der Antarktis ist ihm zu Ehren der Vaptsarov Peak auf der Livingston-Insel benannt.

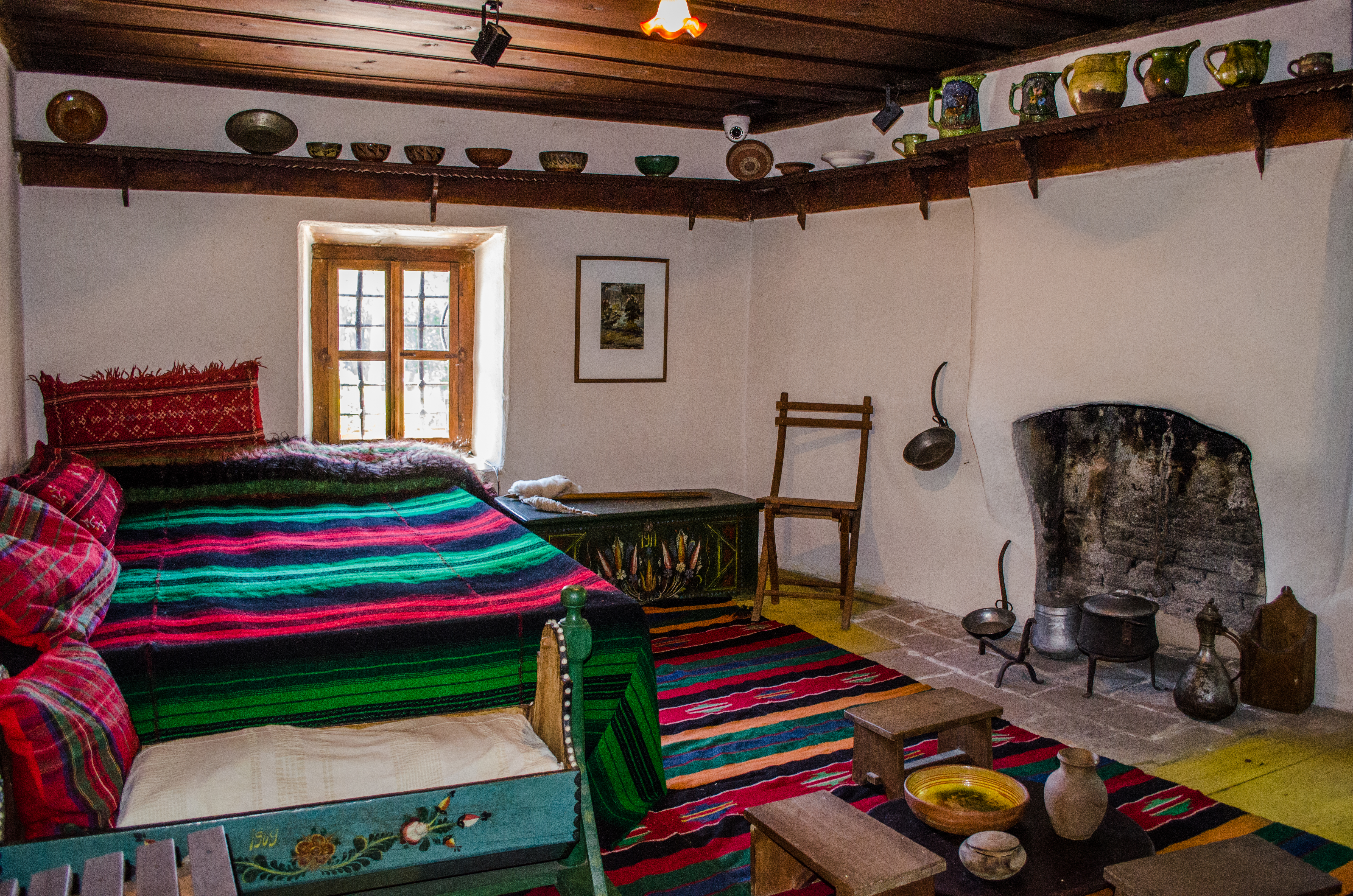
Museumshaus Wapzarow.

## Wapzarow als Dichter
Nikola  Wapzarow ist in Bulgarien aber vor allem als eigenständiger Dichter in Erinnerung geblieben, den die Faszination moderner Technik in Verbindung mit den scharfen sozialen Konflikte der Zeit vor dem Zweiten Weltkrieg zu prägnanten poetischen Bildern inspirierte. Der einzige zu  Lebzeiten erschienene Gedichtband trägt den bezeichnenden Titel „Heizkessel-Balladen“ (1940). Das darin enthaltene Gedicht „Zweikampf“ kann als weltanschauliches Credo verstanden werden. Wapzarow sieht den Menschen in einer unlösbaren, kampferfüllten Verflechtung mit dem umgebenden Leben – das lyrische Ich schlüpft in verschiedene Rollen und erscheint als Leidender ebenso wie als Rächer, bis hin zum politisch motivierten Brudermord. Trotz der aufgezeigten tragischen Konsequenzen dieses Kampfes spricht aus den Bildern eine kraftvolle Lebensbejahung. Sie bezieht sich auch auf das Verhältnis zu der übermächtigen Technik, wie sie dem von langen Schichten erschöpften, schlecht bezahlten Industriearbeiter damals begegnete.
Wapzarow hatte ein Gymnasium besucht und eine berufliche Ausbildung abgeschlossen, aber er verkörperte in seiner Zeit den Typus des proletarischen Dichters. Er durchlebte die Nöte der untersten Schichten persönlich und wollte sie zu politischem Aktivismus umformen. Seine Dichtung war für die Zeitgenossen glaubhaft auch wegen Wapzarows persönlicher Integrität. Sie ist zudem in hohem Maße volkstümlich durch eine einfache, manchmal lakonisch wirkende, dabei aber stets bildhafte Sprache mit stark emotionalem Gehalt. Das kommt deutlich zum Ausdruck auch in dem wenige Stunden vor seiner Hinrichtung an seine Frau geschriebenen Gedicht „Zum Abschied“ (übertragen von Uwe Berger, Poesiealbum 185, Berlin 1983, S. 31):
In deinen Traum wird es mich manchmal treiben
Dann komme ich ganz unverhofft zu dir.
Lass mich nicht draußen auf dem Wege bleiben -
erinner dich, verriegel nicht die Tür.
Ich werde leise kommen, setzen mich
und in das Dunkel starren, dich zu sehen,
und habe ich mich satt gesehen, dich
noch küssen und dann wieder von dir gehen.
International wurde Wapzarow erst nach 1945 durch Übersetzungen bekannt, vor allem im damals entstandenen sozialistischen Lager. In der DDR erschien allerdings erst relativ spät durch eine von Wolfgang Köppe getroffene Auswahl seiner Gedichte, in Übertragungen von Uwe Berger und Günther Deicke. In Bulgarien wird Wapzarow als Dichter auch heute noch rezipiert und verlegt, wobei sein kommunistisches Engagement und die Untergrundtätigkeit während des Zweiten Weltkriegs vereinzelt negativ kommentiert wird.

## Belege
1. 1 2  Nikola Wapzarow: biographische Angaben. Abgerufen am 6. Oktober 2019 (bulgarisch).
2. 1 2  Zeitung Maritza: Wapzarow mit Friedenspreis posthum Вапцаров с посмъртна награда за мир. 19. Juni 2019, abgerufen am 5. Oktober 2019 (bulgarisch).
3. ↑  Rakopisno nasledstwo / Nikola Wapzarow; Sastaw. s predg. Bojka Wapzarowa; Podgotwili i teksta i komentara Bojka Wapzarowa, Magdalena Schischkowa; Otg. red. Stojko Boschkow, Sonja Baewa. - Sofija : BAN 1982. - 552 s. : 17 l.: faks., portr. (bulgarisch Ръкописно наследство / Никола Вапцаров; Състав. с предг. Бойка Вапцарова; Подготвили и текста и коментара Бойка Вапцарова, Магдалена Шишкова; Отг. ред. Стойко Божков, Соня Баева. - София : БАН 1982. - 552 с. : 17 л.: факс., портр.)
4. ↑  Zeitung 24 Stunden: 72 Jahre nach der Erschießung von Nikola Wapzarow 72 години от разстрела на Никола Вапцаров. 23. Juli 2014, abgerufen am 5. Oktober 2019 (bulgarisch).

| Personendaten    | Personendaten                                |
| ---------------- | -------------------------------------------- |
| NAME             | Wapzarow, Nikola                             |
| ALTERNATIVNAMEN  | Wapzarow, Nikola Jonkow (vollständiger Name) |
| KURZBESCHREIBUNG | bulgarischer Dichter                         |
| GEBURTSDATUM     | 7. Dezember 1909                             |
| GEBURTSORT       | Bansko                                       |
| STERBEDATUM      | 23. Juli 1942                                |
| STERBEORT        | Sofia                                        |